# The Muppets (filme)
The Muppets é um filme norte-americano, do gênero comédia musical de estrada, dirigido por James Bobin e lançado em 2011 pela Walt Disney Pictures. Sétimo filme lançado nos cinemas dos Muppets, é estrelado por Jason Segel, que também co-escreveu a produção, Amy Adams e Chris Cooper.Bret McKenzie atuou como supervisor musical, escrevendo quatro das cinco músicas originais do filme, enquanto Christophe Beck compôs a trilha sonora. O filme conta a história de Walter um fã devoto dos Muppets que junto com seu irmão humano e a namorada dele ajudam Kermit a reunir os Muppets dissolvidos, pois eles devem arrecadar US $ 10 milhões para salvar o Muppet Theater de Tex Richman, um empresário que planeja demolir o estúdio para perfurar petróleo.
A Walt Disney Pictures anunciou o filme pela primeira vez em março de 2008, com Segel e Stoller como roteiristas e Mandeville Films como co-produtor. Bobin foi contratado para dirigir em janeiro de 2010, e o elenco de apoio do filme foi preenchido em outubro do mesmo ano com o elenco de Adams, Cooper e Jones. As filmagens começaram em setembro de 2010 e foram concluídas inteiramente em Los Angeles. O filme foi a primeira produção teatral Muppet sem o envolvimento de veteranos artistas Muppets Frank Oz e Jerry Nelson, embora Nelson fornece um vocal sem créditos cameo em seu último papel antes de sua morte em 2012. Em  vez disso, seus personagens são interpretados por Jacobson e Vogel, respectivamente, marcando sua estreia no cinema como esses personagens.
Os Muppets estreou no Savannah Film Festival e foi lançado teatralmente na América do Norte em 23 de novembro de 2011. O filme foi um sucesso crítico e comercial; arrecadando US $ 165 milhões em todo o mundo com um orçamento de US $ 45 milhões e recebendo elogios por seu humor, roteiro e trilha sonora. O filme ganhou o Oscar de Melhor Canção Original pela música "Man or Muppet" de McKenzie, além de receber indicações ao BAFTA e ao Critic's Choice Awards. Uma sequência, intitulada Muppets Most Wanted, foi lançada em 21 de março de 2014.

## Sinopse
O maior fã dos Muppets, Walter, também um Muppet, ele mora com o seu irmão Gary (Jason Segel) que é humano. Gary vai a Los Angeles com a sua namorada Mary (Amy Adams) para comemorar o aniversário de namoro. Mas ele resolve levar Walter para conhecer o antigo estúdio dos Muppets. Por acidente, ele acaba por descobrir que o lugar das apresentações usados durante os anos 80 e 90 será destruído por Tex Richman (Chris Cooper) para se converter num poço de petróleo e que a única maneira de salvá-lo é angariando a quantia de US$ 10 milhões de dólares. Walter então, apavorado, procura Kermit, que resolve procurar pelos antigos muppets para fazer um novo espetáculo e conseguir o dinheiro. A única a não aceitar inicialmente é Miss Piggy, que agora é editora chefe de uma revista em Paris, mas que acaba por decidir ajudá-los. E com a apresentação forçada de Jack Black no show, tentam conseguir os dez milhões, porém não conseguem toda a quantia e Tex Richman é o novo proprietário das terras, mas ele acaba por devolver o Estúdio após uma pancada na cabeça que afeta temporariamente os seus sentidos, e os Muppets voltam a fama, e agora de volta a ativa Kermit e Miss Piggy ficam juntos.

## Elenco
- Jason Segel - Gary
- Amy Adams - Mary
- Chris Cooper - Tex Richman
- Jack Black - ele mesmo
- Selena Gomez - ela mesma
- Emily Blunt - Secretária de Miss Piggy
- Whoopi Goldberg - ela mesma
- James Carville - ele mesmo
- Leslie Feist - Habitante de Smalltown[11]
- Neil Patrick Harris - ele mesmo[12]
- Judd Hirsch - ele mesmo[13]
- John Krasinski - ele mesmo[14]
- Rico Rodriguez - ele mesmo[15]
- Mickey Rooney - Habitante de Smalltown[16]
- Dave Grohl - Animool[17]
- Zach Galifianakis[18] - Mendigo Joe
- Jim Parsons - Walter Humano
- Ken Jeong - Apresentador de Punch Teacher
- Alan Arkin - [18][19] Guia do Muppet Studios
- Bill Cobbs - Vovô
- Eddie Pepitone - Carteiro
- Kristen Schaal[20] - Moderadora de grupo de terapia
- Eddie "Piolín" Sotelo - Executivo da Univision
- Donald Glover - Executivo da CDE
- Sarah Silverman - Garçonete
- Dahlia Wangort - Executiva da FOX
- Michael Albala - Executivo da NBC
- Aria Noelle Curzon - Marge

### Operadores de Muppets
- Steve Whitmire - Kermit the Frog, Beaker, Statler, Rizzo, Capitão Link Hogthrob, Lips, The Muppet Newsman[21]
- Eric Jacobson - Miss Piggy, Fozzie Bear, Animal, Sam Eagle, Marvin Suggs[21]
- Dave Goelz - Gonzo, Dr. Bunsen Honeydew, Zoot, Beauregard, Waldorf, Kermit Moopet[21]
- Bill Barretta - Rowlf, Swedish Chef, Dr. Dentuço, Pepé the King Prawn, Bobo the Bear, Mahna Mahna, Behemoth, Beautiful Day Monster, Puppet Gary, Lead Hobo[21][22]
- David Rudman - Scooter, Janice, Wayne, Miss Poogy, Bobby Benson, Singing Food[21]
- Matt Vogel - Floyd Pepper, Camilla the Chicken, Sweetums, '80s Robot, Lew Zealand, Uncle Deadly, Crazy Harry, Rowlf Moopet, Janice Moopet, Snowth[21]
- Peter Linz - Walter,[21] Mutation, Droop, Nigel, Singing Food, Snowth, Hippie (voice)

As vozes de arquivo de Jim Henson, Frank Oz, Jerry Nelson e Richard Hunt podem ser ouvidas em segmentos do The Muppet Show ouvidas no princípio do filme

## Produção

### Desenvolvimento
Em 2008, Jason Segel e Nicholas Stoller apresentaram um conceito para um filme dos Muppets à vice-presidente executiva de produção da Walt Disney Studios, Karen Falk, e eles receberam um acordo para desenvolver seu roteiro, com David Hoberman e Todd Lieberman, da Mandeville Films. As notícias se tornaram públicas em março de 2008, quando a Variety informou pela primeira vez que a Disney havia assinado um acordo com Segel e Stoller, com ambos escrevendo o roteiro e  Stoller assumindo a direção do filme. Em junho de 2008, Segel anunciou que entregou o primeiro rascunho de seu roteiro e esperava que o filme estivesse à altura dos filmes anteriores dos Muppets. Mais tarde em 2008, Stoller observou que ele e Segel haviam escrito um "filme dos Muppets da velha escola, onde os Muppets tinham que fazer um show para salvar o estúdio". Nesta mesma entrevista, Stoller também confirmou que eles teriam o maior número possível de participações especiais e estrelas convidadas, e que Segel teria um ventríloquo.
Originalmente, o filme foi intitulado O Maior Filme Muppet de Todos os Tempos!!! e um vazamento precoce do roteiro sugeria que ele apresentaria participações especiais de Vince Vaughn, Jon Favreau, Christian Bale, Ben Stiller, Steve Carell, George Clooney, Jack Black, Jean-Claude Van Damme, Mel Brooks, Matt Damon, Anne. Hathaway, Emily Blunt, Rachael Ray, Bob Saget, Lisa Lampanelli, Jeff Rossenstock e Charles Grodin. Outro título anterior dado ao filme foi O Filme Muppet Mais Barato de todos os tempos! ,depois de um roteiro não utilizado, escrito por Jerry Juhl, em 1985. Embora os primeiros relatos indiquem que Stoller dirigiria o filme, em janeiro de 2010, foi anunciado que James Bobin iria dirigir o filme. Em fevereiro de 2010, surgiram detalhes adicionais sobre o enredo, indicando que o filme seria sobre um vilão que queria perfurar petróleo sob o antigo Muppet Theatre e que a única maneira de detê-lo seria seja para fazer um show que atraia dez milhões de espectadores. Boatos que surgirão no verão de 2010 revelaram que a equipe de produção se reuniu com os chefes executivos da Pixar Animation Studios para aperfeiçoar o roteiro. Durante este mesmo verão, foi anunciado que o filme seria lançado no Natal de 2011, mas em dezembro de 2010, a data de lançamento foi transferida para o Dia de Ação de Graças de 2011.
Em outubro de 2010, foi confirmado que Amy Adams, Chris Cooper e Rashida Jones também estariam estrelando o filme. Nos meses seguintes, vários anúncios de participações especiais apareceram, incluindo, entre outros, Emily Blunt, Ricky Gervais, Zach Galifianakis, Billy Crystal, Jack Black, Alan Arkin e Dave Grohl. No entanto, Gervais, Crystal e várias outras participações especiais, incluindo Beth Broderick, Kathy Griffin, Ed Helms, Sterling Knight,  Mila KunisBen Stiller, Eric Stonestreet,  Wanda Sykes, Lady Gaga,  Katy Perry e Danny Trejo.foram completamente omitidos do filme devido a restrições de tempo. A participação especial de Jim Parsons foi mantida em segredo pelos produtores, apesar dos rumores que vazaram na Internet sobre seu papel no filme. Em uma entrevista em março de 2009 no The Late  Show, Segel revelou que havia solicitado ao apresentador Craig Ferguson que aparecesse no filme e, na época, ele (Ferguson) era a única pessoa que concordou. Ferguson acabou não tendo um papel, pelo qual ele castigou Segel em uma entrevista em novembro de 2011. Uma participação especial foi escrita para o Muppet Elmo da Vila Sésamo, mas foi rejeitada pelos advogados e representantes da Disney do Sesame Workshop.
Durante o verão de 2010, a co-estrela do Flight of the Conchords, Bret McKenzie, voou para Los Angeles para servir como supervisor musical dos The Muppets.

### Filmagens
A fotografia principal de The Muppets começou no final de 2010, com as primeiras fotos surgindo em dezembro de 2010. A edição de 12 de novembro de 2010 da Entertainment Weekly apresentou uma divulgação sobre The Muppets, incluindo um resumo do conceito do filme, citações de Segel e Bobin, as primeiras imagens de Walter e novas fotos dos Muppets com Jason Segel.
O Hollywood Boulevard foi fechado por duas noites em janeiro de 2011 para filmar uma reprise de "Life's a Happy Song", o número final musical do filme. a filmagem envolveu Amy Adams, Jason Segel e centenas de figurantes apresentando um número musical elaborado do lado de fora do El Capitan Theatre. O Los Angeles Times também observou que outros números musicais apareceriam no filme, incluindo Kermit cantando sua música assinatura, "Rainbow Connection", que ele tocou no mesmo banjo que ele usou quando tocou a música em The Muppets movie.
O Soundstage 28, da Universal Studios, mais famoso por conter a Ópera de Paris ambientada em O Fantasma da Ópera ,serviu de interior para o Muppet Theatre, enquanto o Teatro El Capitan (com uma tenda alterada digitalmente) serviu como exterior. As cenas ambientadas em Smalltown foram filmadas no backlot da Warner Bros. Studios e o Disney's Golden Oak Ranch, e o fictício "Muppet Studios" foram filmados com cenas externas no Jim Henson Company Lot e cenas internas no Walt Disney Studios em Burbank.
O filme exigia extensas capturas de tela azul e fundos foscos. Na cena em que Walter dança em cima de uma cômoda, os marionetistas executam a coreografia de Walter enquanto vestem roupas azuis contra uma tela azul.  A Look Effects foi responsável pelas tomadas de efeitos visuais, enquanto a Legacy Effects projetou a mecânica do robô dos anos 80.

#### Trilha Sonora
A maioria das músicas de The Muppets foi escrita por Bret McKenzie, que trabalhou anteriormente com Bobin em Flight of the Conchords. Uma das cinco músicas do filme, "Pictures in My Head", foi produzida por McKenzie e escrita por Jeannie Lurie, Aris Archontis e Chen Neeman. A pedido dos artistas Muppet, McKenzie reescreveu as letras nas quais os personagens se referiam diretamente a eles como fantoches.
A partitura do filme foi composta por Christophe Beck. Beck descreveu seu papel como "ajudar a contar a história musicalmente, fornecendo uma espécie de cola emocional - eu tive que prestar atenção especial à mistura dos muitos estilos de música para que parecesse coesa". Beck empregou instrumentos que ele considerava inúteis, bem como instrumentos raramente usados em ambientes orquestrais, como o banjo.
A trilha sonora original do filme foi lançada pela Walt Disney Records em 22 de novembro de 2011, seguida por uma versão em espanhol da trilha sonora lançada como Los Muppets: Banda Sonora Original da Walt Disney Records em 6 de dezembro de 2011.

## Lançamento
The Muppets estreou no Savannah Film Festival 2011, e realizou sua estreia mundial em 12 de novembro de 2011, no El Capitan Theatre, em Hollywood.  O filme foi lançado nos Estados Unidos em 23 de novembro de 2011 e no Reino Unido em 10 de fevereiro de 2012. Originalmente, o filme foi ambientado. para ser lançado nos Estados Unidos no Natal de 2011, mas depois foi transferido para o Dia de Ação de Graças 2011. Foi também a gala de abertura do Glasgow Youth Film Festival de 2012. Cinematograficamente, o filme foi acompanhado pelo curta da Pixar Toy Story Toons Small Fry.
Segel e Adams apareceram no CinemaCon em março de 2011, para promover o projeto, apresentando vários clipes do filme. Os clipes do filme também foram exibidos na Universidade de Suffolk em abril de 2011, durante uma sessão de perguntas e respostas com David Hoberman, Steve Whitmire e Kermit the Frog. Embora houvesse especulações de que o elenco aparecesse na Comic-Con, nenhum anúncio oficial foi feito.

### Marketing
Em maio de 2011, Kermit the Frog participou da estréia mundial de Pirates of the Caribbean: On Stranger Tides na Disneylândia para promover o próximo lançamento dos Muppets.

#### Mídia doméstica
O Walt Disney Studios Home Entertainment lançou The Muppets em Blu-ray, DVD e download digital em 20 de março de 2012, no mesmo dia em que os Muppets receberam uma estrela coletiva na Calçada da Fama de Hollywood.
O filme gerou um adicional de US $ 58,3 milhões em vendas de mídia doméstica.

## Recepção

### Pré-lançamento
Antes do lançamento do filme, alguns artistas do Muppet do passado eram críticos sobre o retrato dos personagens pelo filme. O intérprete aposentado de Muppet Frank Oz inicialmente desaprovou o roteiro e achou que a versão inicial era desrespeitosa com os personagens.
Após o lançamento do filme, Oz modificou suas declarações anteriores;
"Eu pensei que o filme era realmente doce e divertido, um pouco seguro demais, um pouco retrô. Eu prefiro mais vanguarda nos Muppets. Mas o principal é que todos voltaram a apreciar Os Muppets ... isso trouxe as pessoas de volta ao The Muppets. Muppets. Embora eles nunca realmente saiam, sempre foi uma espécie de subcultura, sempre esteve presente em nossa cultura popular um pouco. Então, estou feliz que as pessoas estejam felizes."

### Bilheteria
Os Muppets foram um sucesso comercial, acumulando uma bilheteria bruta quase quatro vezes maior que seu orçamento de US $ 45 milhões. Ele arrecadou US $ 6,5 milhões no dia de abertura e estreou em segundo lugar, atrás de A Saga Crepúsculo: Amanhecer - Parte 1. No dia seguinte que foi o dia de ação de graças, o filme arrecadou US $ 5,8 milhões, totalizando US $ 12,5 milhões em dois dias. De sexta a domingo, os Muppets arrecadaram US $ 29,2 milhões, mantendo-se no segundo lugar. No geral, o filme arrecadou US $ 41,5 milhões em cinco dias; durante o qual, superou todos os filmes anteriores de Muppet, excluindo The Muppet Movie. O filme foi saiu do cinema em 5 de abril de 2012, tendo arrecadado 88.631.237 dólares na América do Norte, juntamente com 76.553.000 dólares em outros territórios, por um total mundial de 165.184.237 dólares, tornando-se o filme fantoche de maior bilheteria e o primeiro filme da série a arrecadar mais de US $ 100 milhões em todo o mundo (não ajustado pela inflação).

### Resposta crítica
No Rotten Tomatoes, o filme tem uma classificação de 95% com base em 227 críticas, com uma classificação média de 7,92 / 10. O consenso crítico do site diz: "Inteligente, charmoso e sincero, The Muppets é um retorno bem-sucedido da tela grande para as adoráveis criações de Jim Henson que conquistarão novos fãs e encantarão os devotos de longa data". O Metacritic, o filme tem uma pontuação de 75 em 100, com base em 37 críticos, indicando "críticas geralmente favoráveis". O público pesquisado pelo CinemaScore atribuiu ao The Muppets uma classificação "A" na escala A + a F.
O crítico de cinema Roger Ebert deu ao filme três estrelas em quatro, elogiando os Muppets revitalizados e suas personalidades distintas. O brasileiro Omelete deu 3/5 o chamando de legal e criativo mais chamou o roteiro do filme de "comum". Justin Chang, da Variety, chamou o filme de "um deleite inesperado", observando que ele combina sem esforço "humor inteligente e auto-reflexivo, com um toque antiquado". Todd McCarthy, do The Hollywood Reporter, elogiou o filme como "Um retorno predominantemente vencedor dos favoritos da infância de um século anterior [que] parece atingir seu objetivo de agradar aos fãs antigos e conquistar novos". Tanto o Los Angeles Times quanto o Entertainment Weekly elogiaram o humor auto-referencial do roteiro, Jason Segel, papéis de apoio e o emprego inteligente de participações especiais no filme.
Peter Travers, escrevendo para a Rolling Stone ,elogiou os segmentos musicais do filme, particularmente "Man or Muppet", de Bret McKenzie. o cinema com rapadura deu nota 8,0 ao filme elogiando sua metalinguagem o chamando de "uma grande sacada". O plano crítico deu nota positiva ao filme chamando o roteiro de "desigual" mais divertido e que o filme é repleto de "momentos simpáticos e nostálgicos".

## Prêmios e Nomeações
- Oscars 2012 - Vencedor da categoria de Melhor Canção Original ("Man or Muppet")[93]
- Prêmios Golden Tomato - Vencedor nas categorias de Melhor Filme para Crianças / Família Avaliado[94] e Melhor Edição de Som: Música em Longa-Metragem Musical.[95]
- British Academy Film Awards 2013 - Indicado para o prêmio de Melhor Estréia por um escritor, diretor ou produtor britânico.[96]

## Sequência
Em março de 2012, após o sucesso crítico e comercial do filme, a Disney firmou um acordo com Bobin e Stoller para dirigir e escrever, respectivamente, uma nova sequência. Mais tarde naquele mês, Segel afirmou que não teria nenhum envolvimento na sequência. Em 24 de abril, a Disney anunciou oficialmente que a sequência estava em desenvolvimento e que Ricky Gervais, Ty Burrell, e Tina Fey foram escalados para o filme, com Hoberman e Lieberman retornando como produtores, assim como McKenzie retornando para escrever as músicas do filme. Muppets Most Wanted foi lançado em 21 de março de 2014.